# Louis Campagna
Louis Campagna, detto Little New York (Brooklyn, 31 marzo 1900 – Miami, 31 maggio 1955), è stato un mafioso statunitense e membro di spicco della Chicago Outfit per oltre tre decenni.

## Biografia

### I primi anni
Louis Campagna nacque a Brooklyn da genitori originari dell’Italia continentale. Durante l’adolescenza entrò a far parte della famigerata gang dei Five Points di Manhattan. Tra i suoi compagni di banda vi era anche Al Capone, destinato a diventare il capo dell’organizzazione criminale nota come Chicago Outfit. Nel 1919, Campagna fu condannato per una rapina in banca avvenuta in Illinois e incarcerato nel riformatorio di Pontiac, nello stesso stato. Venne rilasciato sulla parola nell’aprile del 1924, ma sei mesi dopo fu nuovamente incarcerato per aver violato i termini della libertà vigilata. Dopo il rilascio definitivo, avvenuto nel novembre del 1924, Campagna fece ritorno a New York.

### Il periodo Capone
Nel 1919, il mafioso newyorkese Al Capone si trasferì a Chicago per aiutare il boss della South Side Gang, John Torrio, nella lotta contro i contrabbandieri rivali. Dopo la scarcerazione di Campagna, Capone lo chiamò a Chicago per assumerlo come sua guardia del corpo. Durante la lunga e sanguinosa guerra con la North Side Gang, Campagna si dimostrò un sicario fedele ed efficiente. In quel periodo di violenze, pare che Campagna dormisse su una branda davanti alla suite di Capone al Lexington Hotel di Chicago, sempre pronto a proteggerlo.
Campagna collaborava anche con Frankie LaPorte, boss dei Chicago Heights e, come lui, di origini siciliane. Secondo alcune fonti, LaPorte era in realtà il vero superiore di Capone e faceva rapporto alla Commissione per conto di Chicago.
Famoso per il suo carattere impulsivo e imprevedibile, nel novembre del 1927 Campagna arrivò addirittura a tentare l’assalto a una stazione di polizia. Il motivo fu una vendetta: Joe Aiello, alleato della North Side Gang, aveva cercato invano di corrompere lo chef di un hotel per avvelenare Capone. In risposta, Capone mise una taglia di 50.000 dollari sulla testa di Aiello. Quando Campagna scoprì che Aiello era stato arrestato per cospirazione e si trovava in cella, si presentò alla stazione con una ventina di uomini armati nel tentativo di prenderlo. I poliziotti, notando che Campagna era armato, lo arrestarono e lo rinchiusero in una cella vicina a quella di Aiello. Un agente sotto copertura, nascosto in una cella adiacente, riferì di aver udito la seguente conversazione in siciliano tra i due:
- Campagna: "Sei morto, caro amico, sei morto. Non arriverai nemmeno in fondo alla strada con le tue gambe."
- Aiello: "Non possiamo sistemarla? Dammi quattordici giorni, vendo i miei negozi, la casa, tutto, e lascio Chicago per sempre. Non possiamo risolverla? Pensa a mia moglie e al mio bambino."
- Campagna: "Maledetto traditore! Ci hai voltato le spalle due volte. L’hai iniziata tu questa guerra, noi la finiremo."[1]

Il 23 ottobre 1930, Joe Aiello fu crivellato di colpi mentre usciva da un appartamento di Chicago. Durante l'autopsia, il medico legale estrasse dal suo corpo ben 59 proiettili, per un peso complessivo di oltre mezzo chilo. Nessuno fu mai incriminato per l'omicidio.

### Racket sindacale
Dopo la condanna di Al Capone per evasione fiscale nel 1931, Campagna scalò rapidamente i ranghi dell'organizzazione criminale di Chicago, diventando un importante estorsore e figura chiave nei racket sindacali sotto la guida del nuovo boss Paul “The Waiter” Ricca. Nel 1934, investì circa 1 500 dollari di tasca propria in due bische clandestine a Cicero, nell’Illinois. Questo investimento si rivelò estremamente redditizio, fruttandogli fino a 75 000 dollari l’anno.
Nel 1935, Campagna fu coinvolto nell’infiltrazione dell'Outfit nel sindacato dei baristi e dei distributori di bevande di Chicago. Nel 1940, il presidente del sindacato riuscì a ottenere un’ingiunzione temporanea contro Campagna e altri membri dell’organizzazione. Tuttavia, quando il caso arrivò in tribunale, il leader sindacale si rifiutò di testimoniare, e il procedimento fu archiviato. Tre anni dopo, nel 1943, Campagna e i suoi complici sottrassero circa 900 000 dollari dai fondi del sindacato Retail Clerks International Protective Association, sezione locale 1248, a Chicago. Il denaro non fu mai recuperato.
Nei primi anni ’40, Campagna estorse un milione di dollari all’industria cinematografica americana, attraverso il controllo del sindacato International Alliance of Theatrical, Stage Employees & Motion Picture Operators a Los Angeles. Quando Willie Morris Bioff, l’uomo che faceva da intermediario per Campagna all’interno del sindacato, fu arrestato per un’altra accusa, mandò a dire a Campagna che voleva lasciare l’Outfit. La risposta di Campagna, recatosi personalmente in carcere, fu chiara e brutale:
"Chi lascia l'organizzazione, lo fa con i piedi in avanti."
Spaventato da quella minaccia velata, Bioff decise di collaborare con le autorità e diventò testimone chiave nel processo per estorsione contro Campagna nel 1943.

### Arresto e rilascio
Il 18 marzo 1943, Louis Campagna e altri membri dell’Outfit furono incriminati a New York con l’accusa di estorsione ai danni dell’industria cinematografica di Hollywood. Il 22 dicembre dello stesso anno, Campagna fu riconosciuto colpevole e, una settimana dopo, condannato a dieci anni di reclusione da scontare nel penitenziario federale di Atlanta. A quel punto, Louis si rivolse al cugino Albert Campagna per chiedere aiuto, ma questi si rifiutò di avere contatti con lui, temendo ripercussioni sulla propria famiglia. Poco dopo l’inizio della detenzione, la moglie di Louis, Charlotte, riuscì a ottenere il trasferimento del marito nel penitenziario federale di Leavenworth, in Kansas, più vicino a Chicago. Verso la fine degli anni ’40, un gruppo di affiliati all’Outfit raccolse oltre 190 000 dollari per aiutarlo a saldare un debito fiscale con il governo federale, inizialmente ammontante a 470 000 dollari.
Nell’agosto del 1947, dopo 42 mesi di carcere, Campagna fu rilasciato sulla parola. Secondo alcune fonti, il boss dell’Outfit Tony Accardo avrebbe corrotto un procuratore distrettuale per accelerare il rilascio. La scarcerazione rapida di Campagna e di altri membri dell’organizzazione provocò un'ondata di indignazione a Chicago. Il Dipartimento di Giustizia tentò di revocare la libertà condizionata, ma senza successo. Una volta libero, Campagna tornò a Chicago e riprese le attività criminali, lavorando sotto la guida del nuovo boss, Sam Giancana.

### Gli ultimi anni
All’inizio degli anni ’50, Louis Campagna fu convocato a testimoniare davanti alla Commissione Kefauver. Tuttavia, al di là dell’ammissione dei profitti derivanti dalle sue attività di gioco d’azzardo a Cicero, Campagna non fornì alcuna informazione utile o compromettente. Negli ultimi anni della sua vita, trascorse gran parte del tempo nelle sue due fattorie, una a Fowler, in Indiana, e l’altra a Berrien Springs, nel Michigan, oltre che nella sua residenza a Berwyn, Illinois.

### Morte
Il 30 maggio 1955, mentre era impegnato in una battuta di pesca nella Baia di Biscayne, in Florida, a bordo della barca del suo avvocato, Campagna ebbe un infarto fatale subito dopo aver pescato un grosso cernia da circa 13,5 chili. A causa della sua vita criminale, la Chiesa Cattolica gli negò la celebrazione della tradizionale messa di requiem. Al suo posto si tenne una cerimonia commemorativa in una casa funeraria di Berwyn, Illinois. Campagna fu sepolto presso il Mount Carmel Cemetery di Hillside, Illinois, in quello che fu descritto dai presenti come il funerale mafioso più sfarzoso dai tempi della morte di Al Capone.